# Rosersbergs slott
Rosersbergs slott är ett av de kungliga slotten i Sverige och är beläget utanför Rosersberg, i Sigtuna kommun i Uppland.

## Historik

### Slottet

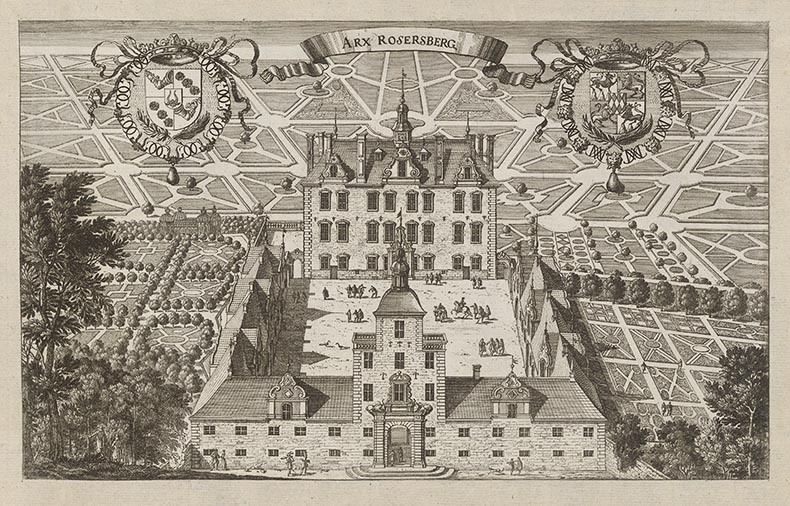
Rosersbergs slott runt år 1660, ur Suecia Antiqua et Hodierna.

Slottet uppfördes 1634–1638 i preussisk stil av riksskattmästaren Gabriel Bengtsson Oxenstierna. Efter förslag av Nicodemus Tessin d.y. genomgick slottet en avsevärd modernisering under senare delen av 1600-talet. Lars Salvius besökte slottet, troligen under 1740, och beskrev i sin bok Beskrivning öfwer Sveriget från 1741 Rosersberg på följande sätt:
| ”                    | Gabriel Gabrielsson Oxenstierna köpte denna Gård och låtit dersammastädes med en stor kostnad sätta up et vackert Hus eller Slott, det han kallar Rosersberg. Ifrån den tiden började man at räkna det ibland de yppersta Palaser både in- och utom-lands, och Godset kan på 8 särskilta Kopparstycken åskådas uti framledne Riks Rådet Gref Dahlbergs Värk. Förenämnde Herre var sielf en stor Mästare i Byggnings-Konsten. Gården ligger uppå en liten högd, så godt som mit i Trädgården, och är på trenne sidor af den sama innestängd. Omsider är detta Slott och Gods emot stora försträckningar pant-förskrifvit År 1661, 1666, 1675 och 1677 til Grefvinnan Fru Catharina De La Gardie, och År 1682 kom det ifrån Kongelig Rådet och Öfverste-Marschalken Gref Johan Gabriel Stenbock, til Kongelig Rådet och Praesidenten Gref Bengt Oxenstierna, hvilken i många mål ändrat, och efter den nyare Bygnings-Konsten inrättat hela Slottet, utprydt Trädgården med härliga Vattusprång, Spatsergångar, Blomsterhus, kostbara Stoder med mera, så at det sedan icke vara sig sielf mera likt; men kan nu med skäl räknas ibland de största härligheter i Sveriget. | „ |
| – Lars Salvius, 1741 | |   |

År 1757 inlöste svenska staten godset och 1762 ställdes slottet till den unge hertig Karl (XIII) av Södermanlands förfogande. Därmed kom Rosersberg att bli ett kungligt slott. Från och med 1797 gjordes en genomgripande ändring under ledning av Gustaf af Sillén. Han inredde slottet i sengustaviansk stil och empire, och det är idag vårt bäst bevarade exempel på storslagen palatsinteriör från den tiden.
Karl XIV Johan och hans drottning Desideria var de sista kungliga personerna som bebodde slottet. Strax före år 1800 gjordes ett antal nyinredningar, med Orangegula och Röda salongerna som karakteristiska exempel.
År 1874 flyttade Infanteriskjutskolan (från 1942 Infanteriets skjutskola) in i slottets bottenvåning och flyglar. 1961 flyttades skolan till Linköpings garnison och slottet överlämnades till Civilförsvarsstyrelsen. År 1986 omorganiserades Civilförsvarsstyrelsen till Statens räddningsverk (SRV), som fram till 2006 disponerade lokaler i slottet och flyglarna. Sommaren 2008 öppnades Rosersbergs Hotell och Konferens, där man inledningsvis bedrev café och bed and breakfast. 
Rosersbergs slott och kungsgård ingår i den kungliga dispositionsrätten, ägs av staten och förvaltas av Statens fastighetsverk. Hovstaterna driver slottets huvudbyggnad som museum. Slottet har från och med 2004 genomgått en omfattande fasadrenovering. Slottet har tidigare inte varit tillgängligt för allmänheten, men är numera öppet under guidade visningar. I slutet av juli brukar även tornerspel hållas i anslutning till slottet.

### Parken
I parkanläggningen finns bland annat en grotta (Kettils grotta) bevarad invid Mälarens strand. Invid grottan finns en (oäkta, sentida) runinskrift som minner om Kettil, och Karl XIII gav en tillfällighetspjäs på temat Kettil Viking i grottan till hertiginnan Hedvig Elisabeth Charlottas ära. Runskriften lyder "Till gemensamt betraktande av naturen och dess gudomliga upphovsmans skänker, uppreste Karl, Sörmlands hertig och de nordiska frimurarbrödernas mästare, denna grotta till nöjsamt samkväm med sin hustru den fagra Lotta av Holstein, genom Axel Mörner dess hovman, hövding för hundra knektar av dess krigsflock år 1802".

### Bilder

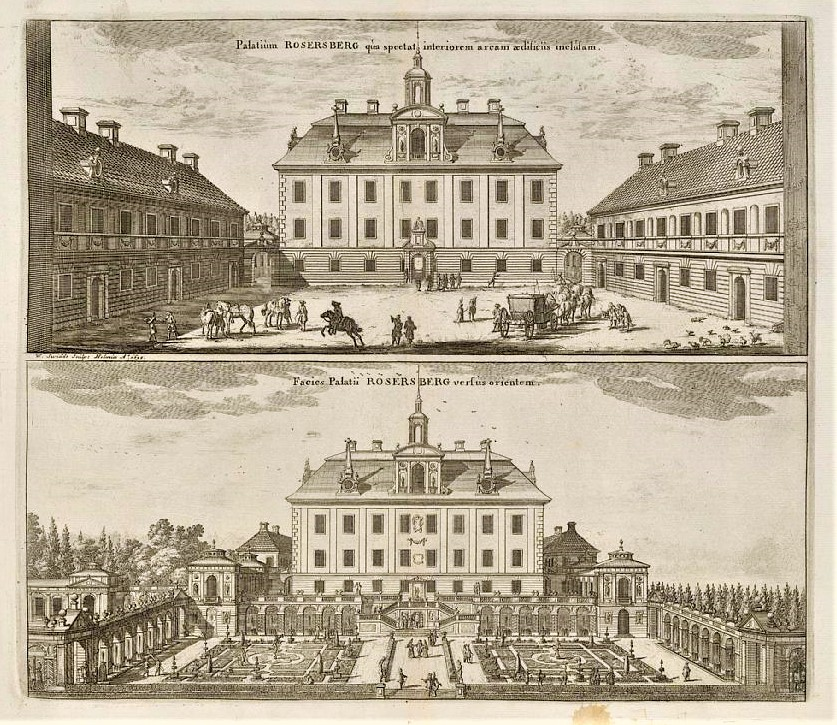
Rosersbergs slott efter ombyggnaden, sent 1600-tal
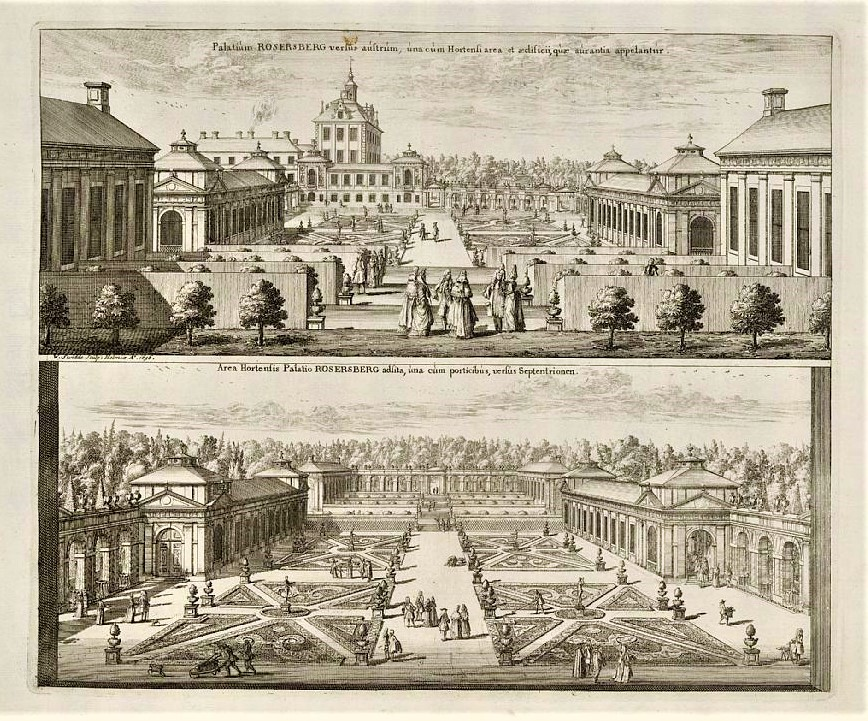
Trädgårdarna på Rosersberg, sent 1600-tal
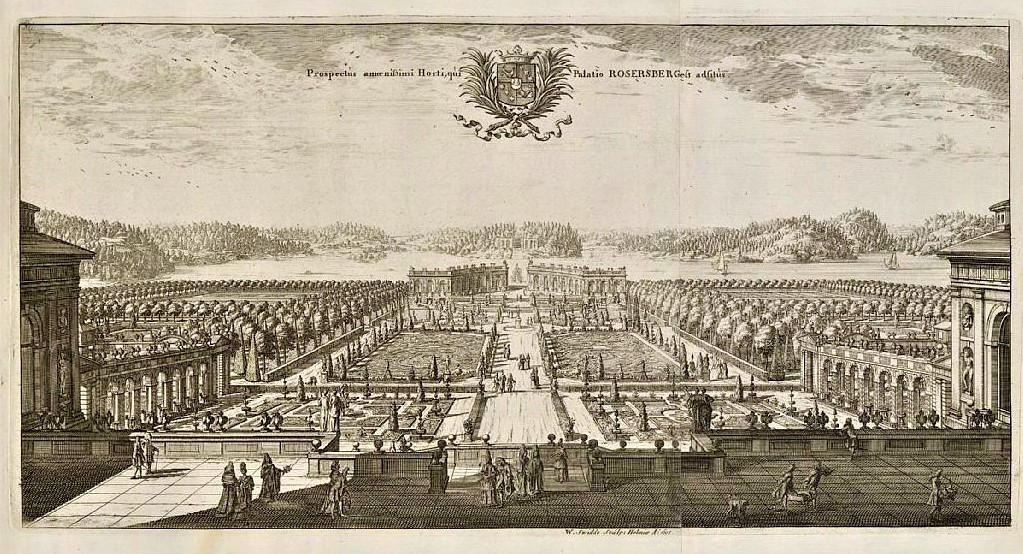
Trädgårdarna på Rosersberg mot sjösidan med sina parterrer, sent 1600-tal
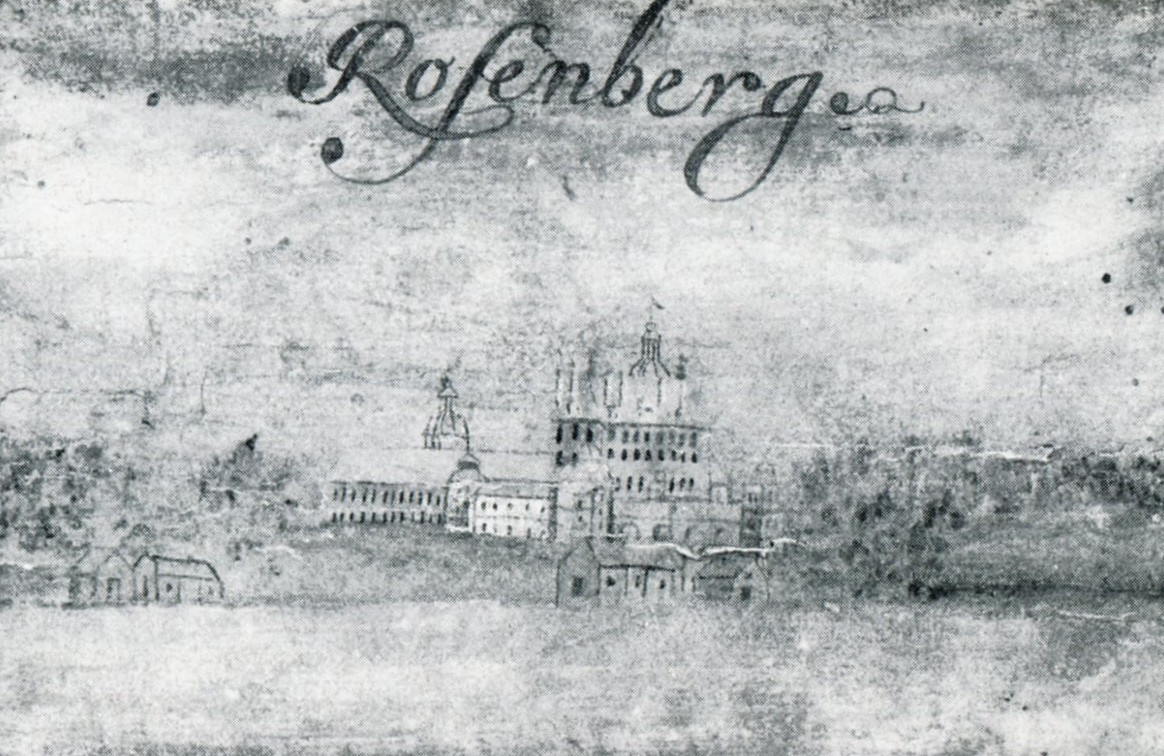
Rosersberg på Gripenhielms Mälarkarta 1689.
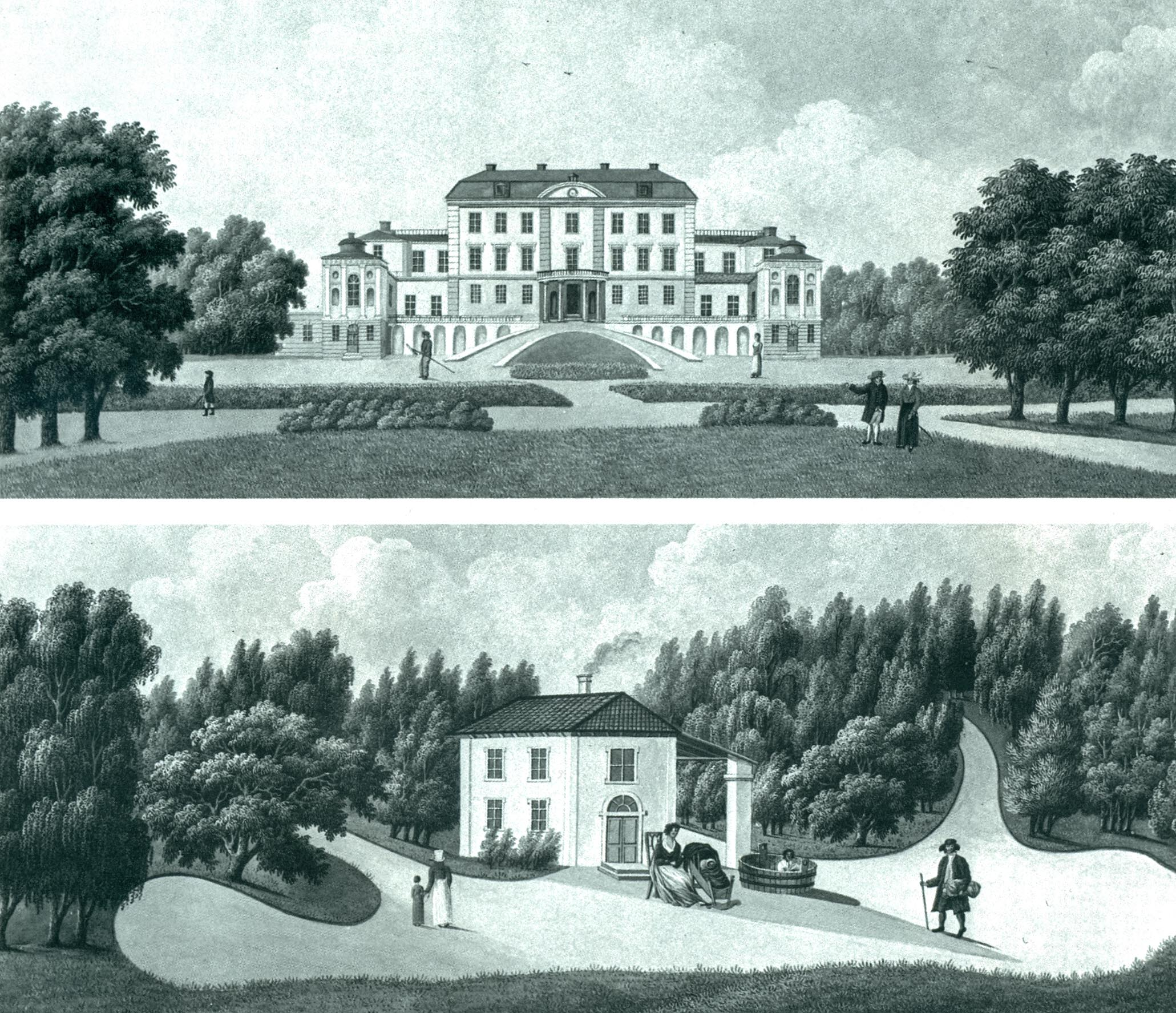
Rosersbergs slott samt park 1817.

### Slottskapellet
Kapellet ligger i flygeln på slottets sjösida och stod klar 1695. Det uppfördes av Bengt Oxenstierna. I början av 1700-talet hade kapellet 30 kyrkbänkar, och på väggarna fanns vapensköldar från ätterna Broman och Taube. Över ingångsdörren finns en läktare, där bänkarna var särskilt fint utrustade.
Kapellet nyinreddes av Karl XIII men blev klart först efter hans död, troligen under 1820-talet. Det användes dock redan under hans tid som gudstjänstlokal. 
Karl XIV Johan och drottning Desideria lät färdigställa kapellet och installera en ny orgel. Som svensk tronarvinge och kung var Karl XIV Johan tvungen att konvertera till luthersk tro, men drottning Desideria använde kyrkan för egna katolska gudstjänster.
Idag är kapellet tillgängligt för framför allt vigslar, och förvaltas av Hovstaterna.

#### Orgel
I slottskapellet står en orgel som byggdes 1814–1815 av Pehr Strand, Stockholm. Orgeln är mekanisk med slejflåda och har ett tonomfång på 54/18. 1984 restaurerades orgeln av A Magnussons Orgelbyggeri AB, Mölnlycke.
| Manual             | Pedal   |
| Borduna 16´ B      | Bihängd |
| Qvintadena 16' D   |         |
| Fugara 8' D        |         |
| Gedact 8' B/D      |         |
| Principal 4' B/D   |         |
| Spetsfleut 4' D    |         |
| Täckfleut 4' B     |         |
| Qvinta 3' B/D      |         |
| Superoctava 2' B/D |         |
| Mixtur 2 Cor B/D   |         |
| Troumpet 8' B/D    |         |

## Galleri

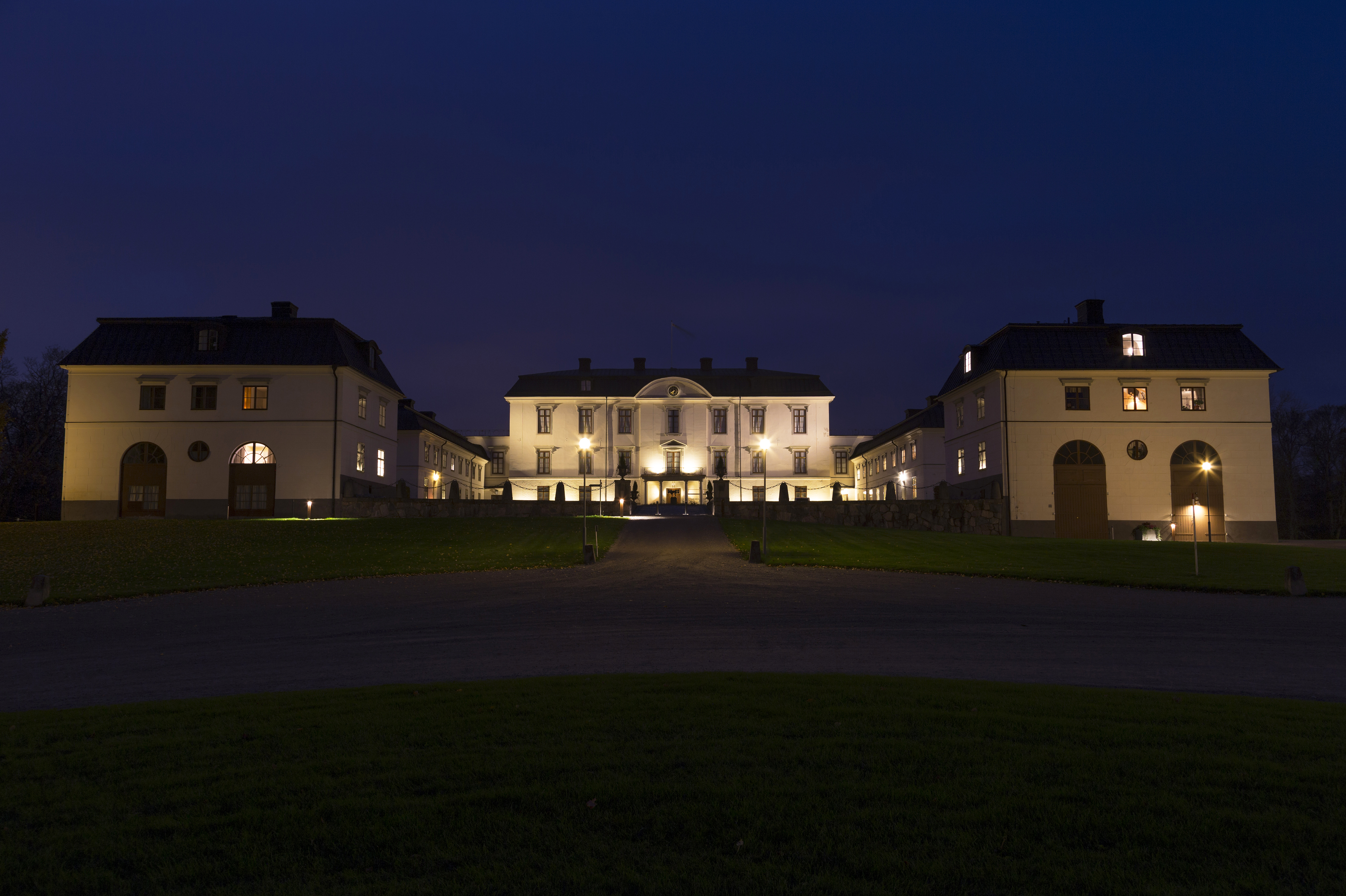
Huvudbyggnaden från nordväst vid kvällstid.
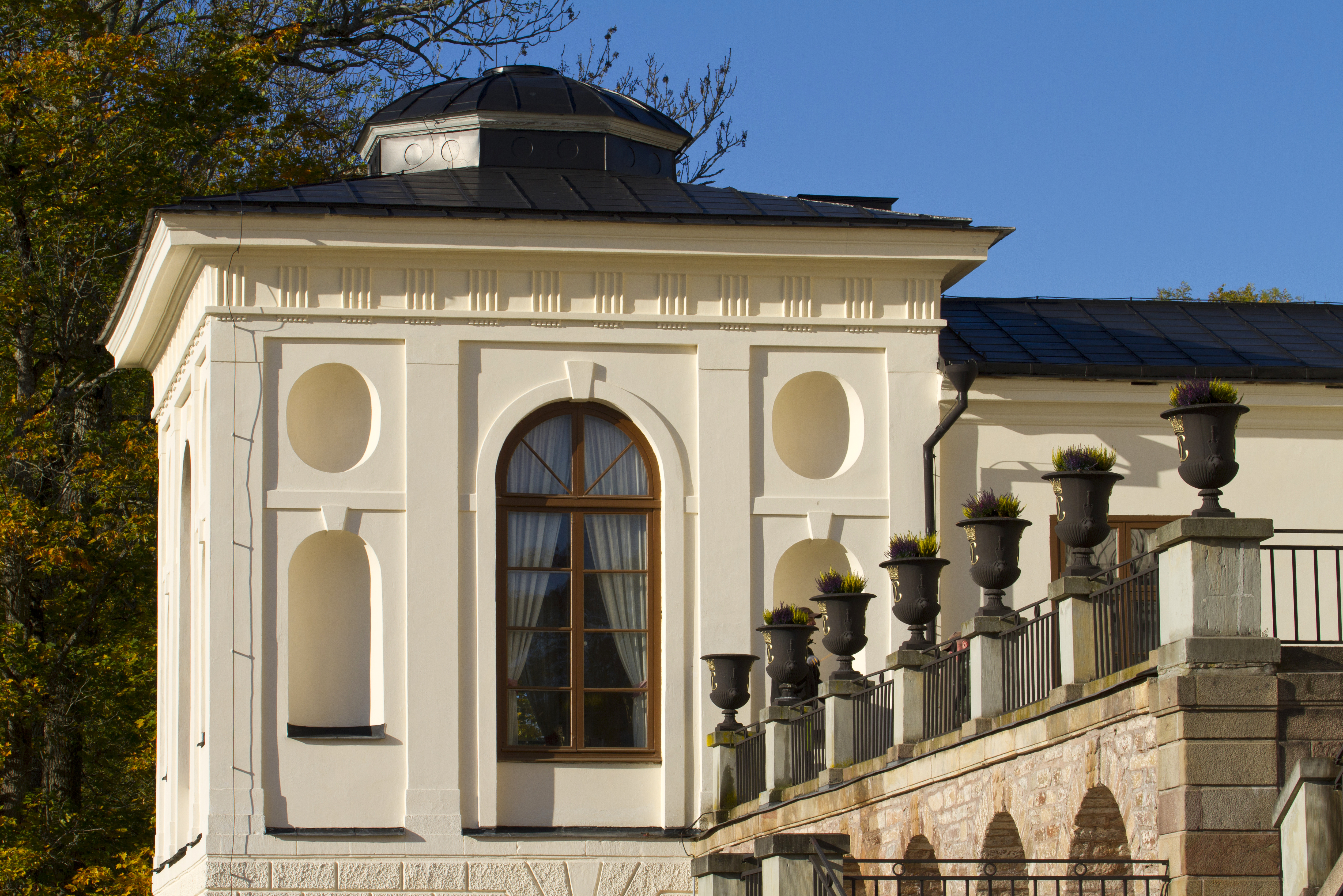
Del av västra flygeln med balustrad och urnor i gjutjärn.
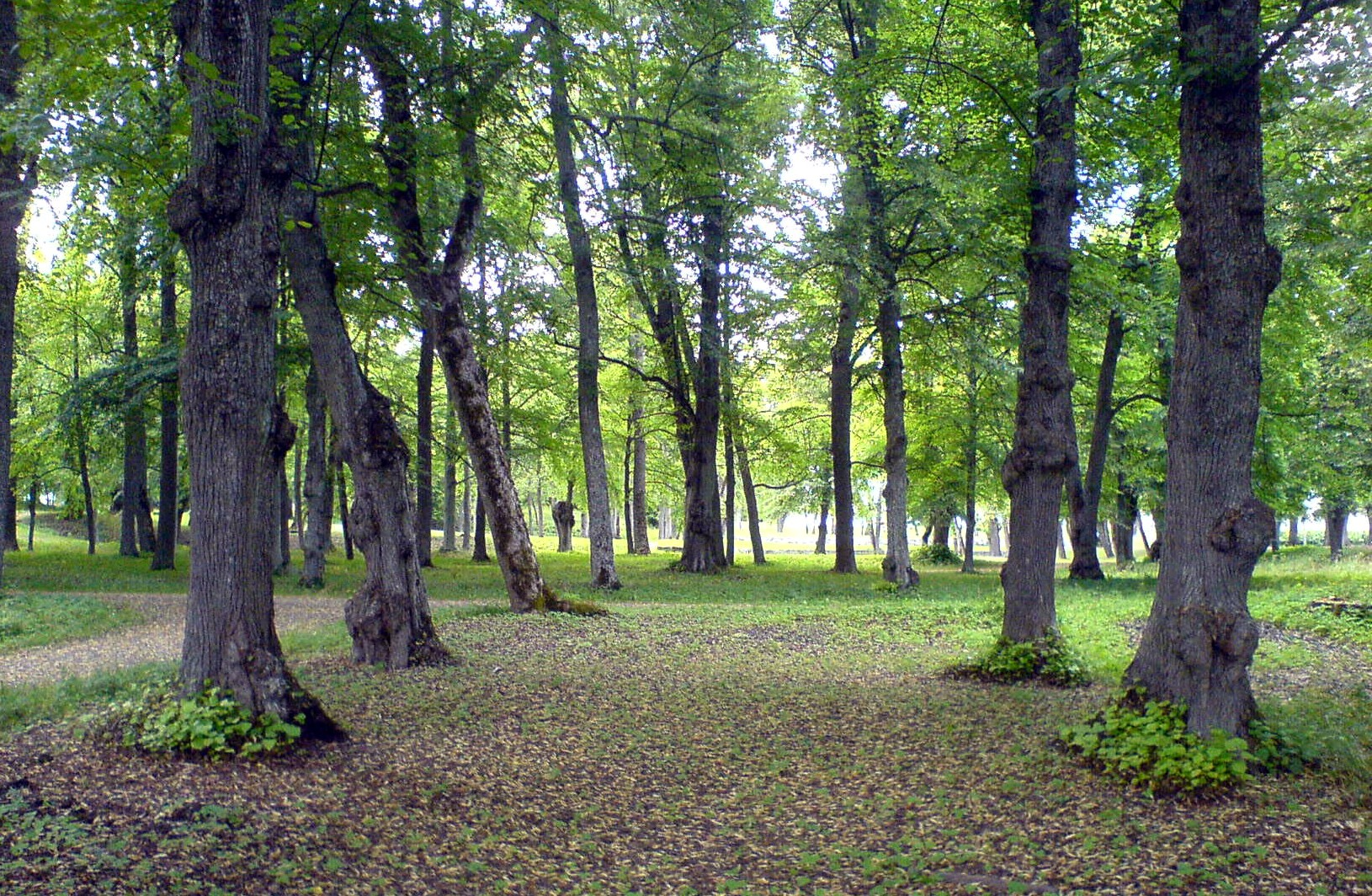
Slottsparken.
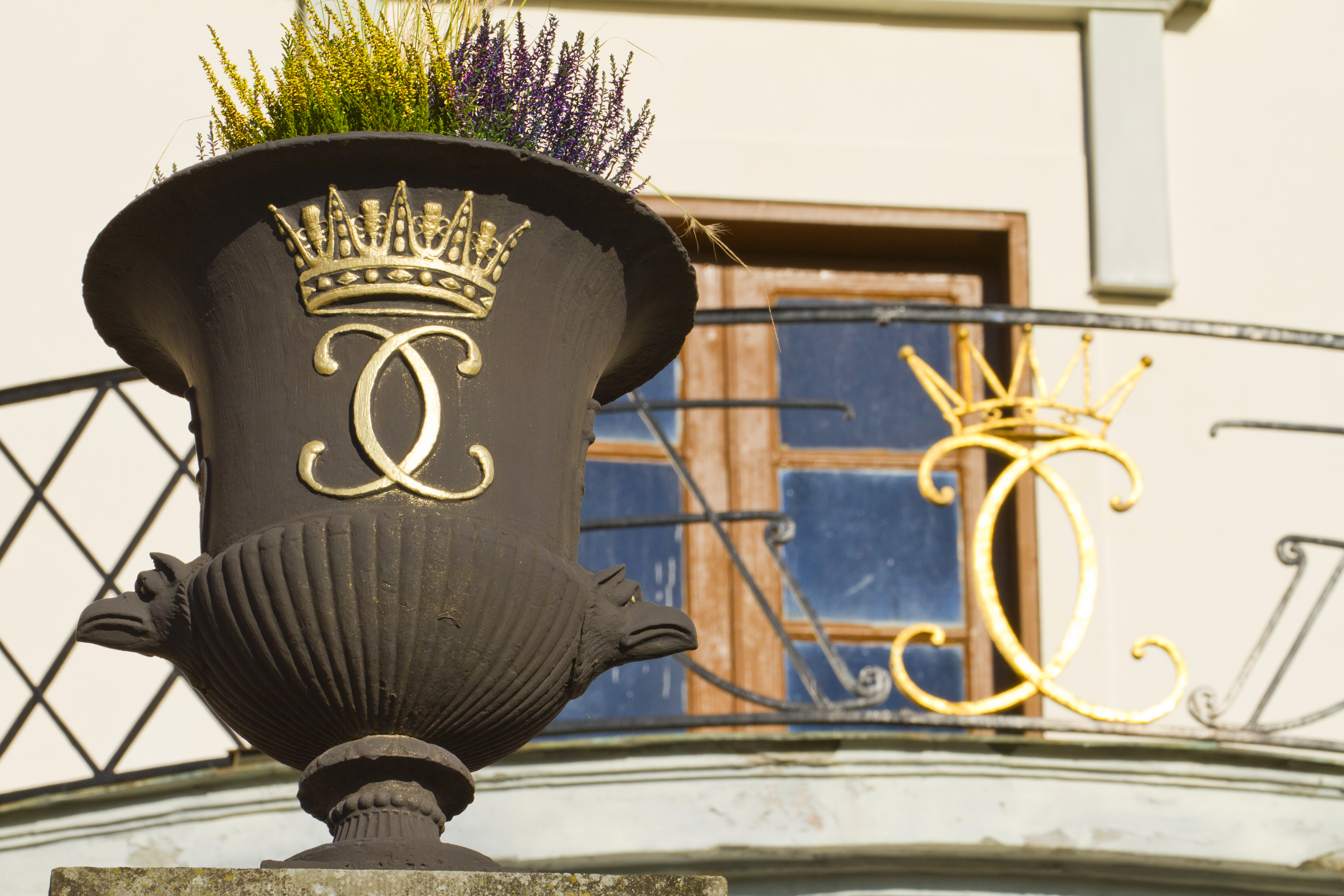
Gjutjärnsurna och balkong, båda med Hertig Carls namnchiffer som prins av Sverige.
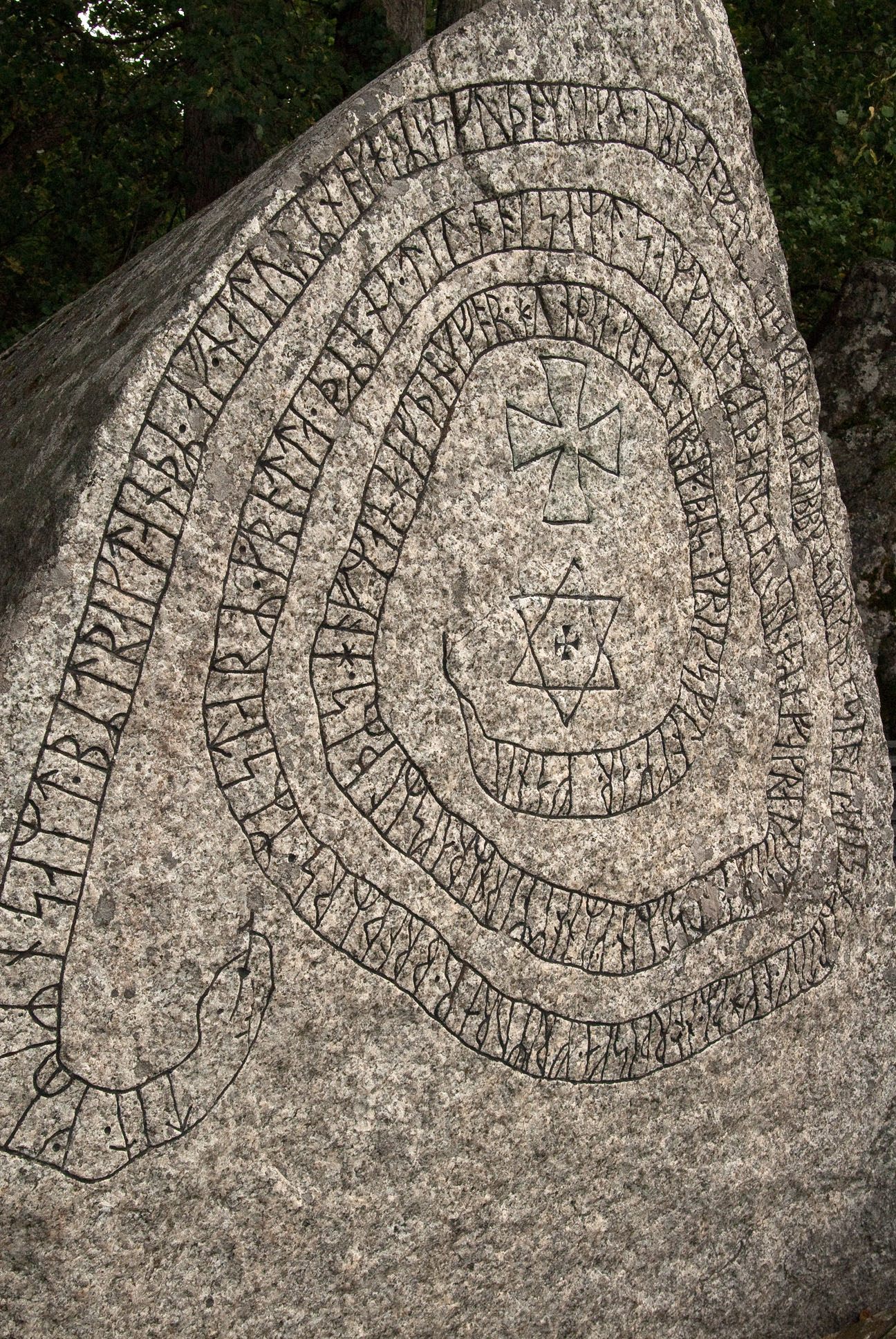
Karl XIII:s runsten vid Kettils grotta.
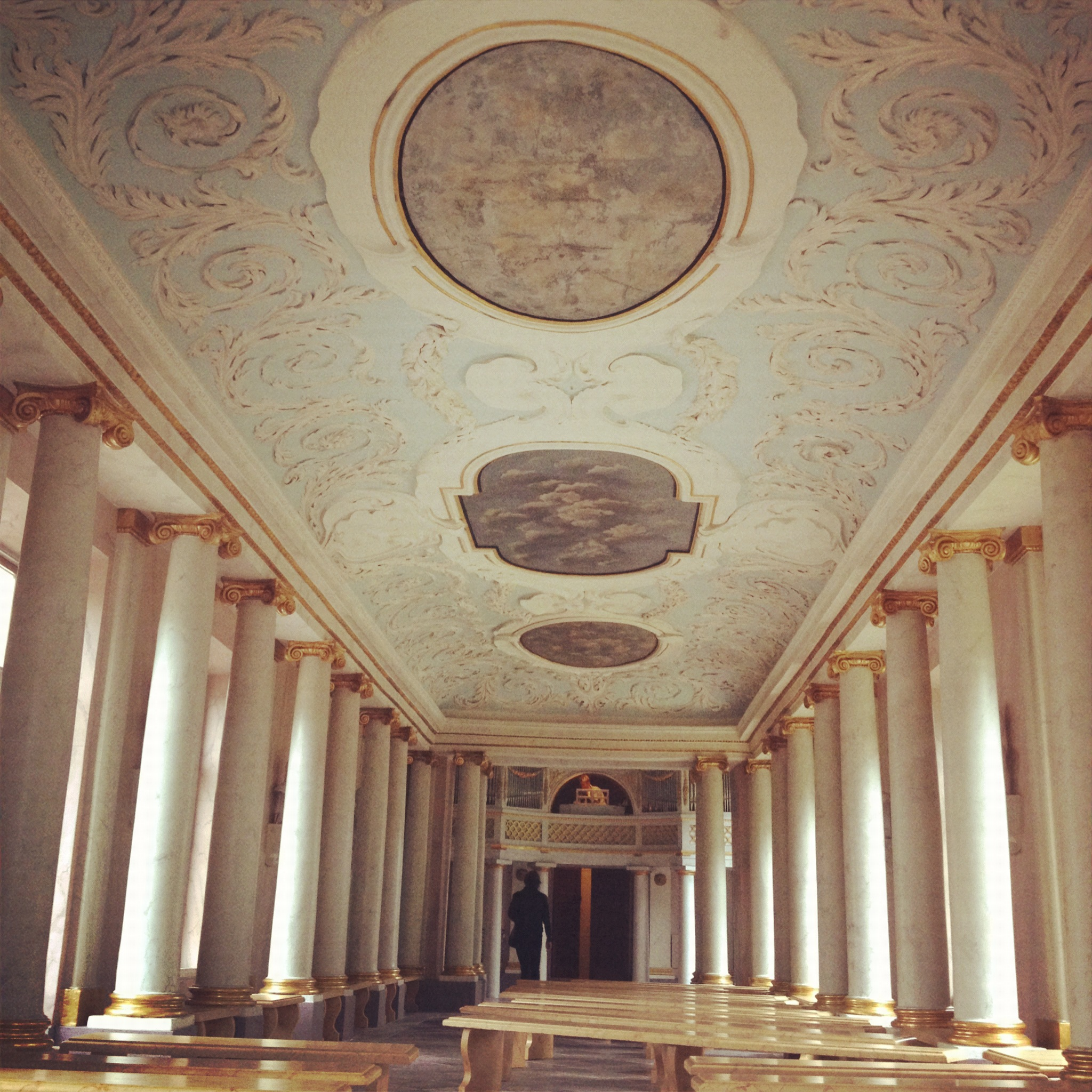
Slottskapellet.

### Fotnoter
1. 1 2  ”Rosersbergs slottskapell”. www.kungligaslotten.se. https://www.kungligaslotten.se/vara-besoksmal/rosersbergs-slott/rosersbergs-slottskapell.html. Läst 6 januari 2023.
2. ↑  Salvius, L. (1741) Beskrifning öfver Sveriget, första tomen om Upland, af Lars Salvius. Med kongl: maj:ts nådigste privlegio. Sid 149-150.
3. ↑   Bra Böckers lexikon, 1979.
4. ↑  Holmberg (1993), s. 57
5. ↑   Svenska grottor. D. 1, Svealand. Svenska grottor. Sveriges speleolog-förb. ISBN 91-86046-12-8
6. 1 2 3 4  ”Rosersbergs slottskapell”. www.kungligaslotten.se. https://www.kungligaslotten.se/vara-besoksmal/rosersbergs-slott/rosersbergs-slottskapell.html. Läst 6 januari 2023.
7. ↑  Weibull, Jörgen: Karl XIV Johan i Nationalencyklopedins nätupplaga. Läst 6 januari 2023.
8. ↑   Drottning Desideria i Nationalencyklopedins nätupplaga. Läst 6 januari 2023.
9. ↑  Jan Håkan Åberg, red (1990). Inventarium över svenska orglar: 1990:II, Uppsala stift. Svenska kyrkan i utlandet. Tostared: Förlag Svenska orglar. Libris 4108784